# Toila
Toila är en ort i Estland. Den ligger i Toila kommun och landskapet Ida-Virumaa, i den nordöstra delen av landet, 160 km öster om huvudstaden Tallinn. Toila ligger 51 meter över havet och antalet invånare är 2 304.
Terrängen runt Toila är mycket platt. Havet är nära Toila åt nordost. Runt Toila är det ganska tätbefolkat, med 120 invånare per kvadratkilometer. Närmaste större samhälle är Kohtla-Järve, 13,5 km väster om Toila. I omgivningarna runt Toila växer i huvudsak blandskog.